# المنطقة المركزية الغربية (البرازيل)
المنطقة المركزية الغربية هي إحدى الأقاليم الخمسة الكُبرى في البرازيل. يبلغ عدد سكانها 13040246 نسمة وذلك حسب إحصائيات سنة 2005 . تبلغ مساحتها 1612077.2 كم². يقع الإقليم في الوسط الغربي من خارطة البرازيل، وتحتوي على أربعة ولايات.